# José Hernández (tenista)
José Hernández Fernández, nacido el 13 de marzo de 1990 en la ciudad de Santo Domingo, es un ex tenista profesional dominicano.

## Carrera
Su clasificación más alta a nivel individual fue el puesto n.º 179, alcanzado el 3 de agosto de 2015. A nivel de dobles, alcanzó el puesto n.º 209 el 19 de septiembre de 2016.
Hernández ha representado a la República Dominicana en varios concursos internacionales. Hernández junto a su compatriota Chandra Capozzi disputaron la competición de dobles mixtos en los Juegos Centroamericanos y del Caribe 2010, ganando la medalla de bronce. También representó a la República Dominicana en los Juegos Panamericanos de 2011, aunque no ganó ninguna medalla.
Ha ganado hasta el momento 2 torneos futures en individuales y 2 en dobles. Los cuatro títulos fueron superficie dura. En modalidad individuales obtuvo los torneos futures de Ecuador F2 en el año 2012 y Venezuela F1 en 2013. En cuanto a la modalidad de dobles ganó los torneos de Turquía F13 y Turquía F14 teniendo como pareja en ambos torneos al argentino Maximiliano Estévez.

## Copa Davis
Hernández es miembro del Equipo de Copa Davis de República Dominicana desde el año 2006. Ha tenido hasta el momento 14 participaciones, teniendo un récord de partidos ganados/perdidos de 8/6 en total (5/5 en individuales y 3/1 en dobles).